# US Super Tour w biegach narciarskich 2020/2021
US Super Tour w biegach narciarskich 2020/2021 to kolejna edycja tego cyklu zawodów. Wszystkie zaplanowane konkursy tej edycji zostały odwołane z powodu pandemii COVID-19.

## Kalendarz i wyniki

### Kobiety
| Lp.             | Data                             | Miejscowość                      | Dystans            | 1. miejsce | 2. miejsce | 3. miejsce |
| --------------- | -------------------------------- | -------------------------------- | ------------------ | ---------- | ---------- | ---------- |
|                 | 11 grudnia 2020                  | Sun Valley Resort                | 5 km s. klasycznym | Odwołano   | Odwołano   | Odwołano   |
| 12 grudnia 2020 | Sprint s. klasycznym             | Sun Valley Resort                | Odwołano           | Odwołano   | Odwołano   |            |
| 13 grudnia 2020 | 10 km s. dowolnym (start masowy) | Sun Valley Resort                | Odwołano           | Odwołano   | Odwołano   |            |
| 27 lutego 2021  | Cable-Hayward                    | 50 km s. dowolnym (start masowy) | Odwołano           | Odwołano   | Odwołano   |            |

### Mężczyźni
| Lp.             | Data                             | Miejscowość                      | Dystans             | 1. miejsce | 2. miejsce | 3. miejsce |
| --------------- | -------------------------------- | -------------------------------- | ------------------- | ---------- | ---------- | ---------- |
|                 | 11 grudnia 2020                  | Sun Valley Resort                | 10 km s. klasycznym | Odwołano   | Odwołano   | Odwołano   |
| 12 grudnia 2020 | Sprint s. klasycznym             | Sun Valley Resort                | Odwołano            | Odwołano   | Odwołano   |            |
| 13 grudnia 2020 | 15 km s. dowolnym (start masowy) | Sun Valley Resort                | Odwołano            | Odwołano   | Odwołano   |            |
| 27 lutego 2021  | Cable-Hayward                    | 50 km s. dowolnym (start masowy) | Odwołano            | Odwołano   | Odwołano   |            |